# 阿部正粹
阿部正粹（1795年10月16日（宽政7年9月4日）—1836年3月16日（天保7年1月29日）），备后福山藩世嗣。
5代藩主阿部正精的长男。母亲是土屋笃直之女。正室为松浦清之女。子女有阿部正耆（次男）、女儿（松平信宝正室）。幼名运之助。
作为福山藩嫡子出生后，在继承家督前被废嫡。取代他的是三弟阿部正宁。